# 卡尔·贝雷
卡尔·贝雷（德語：Karl Bähre，1899年4月11日—1960年1月14日），德国男子水球运动员。他曾代表德国参加1928年夏季奥林匹克运动会水球比赛，获得一枚金牌，他在比赛期间共射入八球。